# Enyedi Lukács
Enyedi Lukács, 1880-ig Eisenstädter (Szabadka, 1845. március 17. – Budapest, 1906. június 20.) magyar politikus, nemzetgazdasági író, újságíró, műgyűjtő.

## Élete
Eisenstädter István (1811–1882) nagykereskedő és Hirschl Jozefa (1825–1882) fia. A Dél-Magyarországon nagy szerepet játszó Eisenstädter család tagja volt. Főképpen nemzetgazdasági tanulmányokkal foglalkozott. 1878-ban megalapította a Szegedi Naplót, amelynek 1888-ig szerkesztője volt. 1884-ben függetlenségi programmal bekerült az országgyűlésbe, ahol közgazdasági és pénzügyi kérdésekben való jártasságával csakhamar tekintélyre tett szert. 1892-ben miniszteri tanácsos lett. 1895-ben mint igazgató az Agrár bank élére került. 1896-ban visszatért az aktív politikai életbe és szabadelvű párti programmal újra képviselői mandátumhoz jutott. Lefordította a Magyar Tudományos Akadémia megbízásából Jean Charles Léonard de Sismondi Új nemzetgazdászati elvek című két kötetes művét és Adam Smith A nemzetek vagyonosodása című nagy munkájának egyik kötetét.

## Családja
Házastársa szatymazi Zsótér Ilona Sarolta volt, Zsótér Andor földbirtokos és Vékess Franciska lánya.
Gyermekei
- Enyedy Gyula András miniszteri fogalmazó (1870–1895)
- Enyedy László István (1871–1889)
- Enyedy Olga (1872–1896), Szívos Lajos hajózási főfelügyelő felesége
- Enyedy Alice Ilona (1877–?)